# 理光GR系列胶卷相机
理光GR系列胶卷相机是由理光制造的一系列傻瓜相机或者说便携式35 mm胶卷相机。 这些相机按照发布时间的时间顺序依次是GR1，GR10，GR1s，GR1v和GR21。“GR”这个称呼也用于理光GR系列数码相机。
这一系列的相机质量很不错 ，且大多配备了28mm F2.8镜头。曝光控制可以选择程序自动或光圈优先半自动。此系列相机具有内置的闪光灯，并且还提供在照片上附加日期的功能。

## 理光GR系列胶卷相机
- GR1
  - 受众定位：专业用户
  - 发布年份： 1996
  - 镜头：28 mm f/2.8
  - 机身重量： 175g
    - 获得了1997年TIPA最佳35毫米便携相机奖。[2]

- GR1s
  - 受众定位：专业用户
  - 发布年份： 1997
  - 镜头：28 mm f/2.8
  - 机身重量： 175g
    - 变化：GR1s和GR1v具有改进的光学镀膜，具有更好的抗眩光性。
- GR1s DATE
  - 受众定位：专业用户
  - 镜头：28 mm f/2.8
  - 机身重量： 175g
  - 此型号有日期打印功能
- GR1v
  - 受众定位：专业用户
  - 发布年份： 2001
  - 镜头：28 mm f/2.8
  - 机身重量： 175g
    - 变化：GR1v具有陷阱对焦距离和手动ASA/ISO选择功能。 GR1s和GR1v具有改进的光学镀膜，镜头抗眩光更强。

  - Accessed 1 January 2015.</ref> 英国战地摄影师菲利普·琼斯·格里菲斯（Philip Jones Griffiths，玛格南图片社成员）持有并使用过GR1。

- GR1v DATE
  - 受众定位：专业用户
  - 镜头：28 mm f/2.8
  - 机身重量： 175g
  - 此型号有日期打印功能
- GR21
  - 受众定位：专业用户
  - 发布年份： 2001
  - 镜头：21mm f/3.5 (6组9片镜片)
  - 机身重量： 200g
- 日本街头摄影师森山大道（Daido Moriyama)使用過
- GR10
  - 受众定位：消费者
  - 发布年份： 1998
  - 镜头：28 mm F/2.8 (4组7片镜片)
  - 机身重量： 170g
  - 此型号有日期打印功能

日本街头摄影师森山大道（Daido Moriyama)使用過